# Open Skies
Open Skies est un magazine inflight mensuel édité par la compagnie aérienne émiratie Emirates pour être distribué gratuitement à bord de ses avions de ligne pendant leurs vols passagers.